# Michel Cordes
Pour les articles homonymes, voir Cordes.
Michel Cordes, né le 25 novembre 1945 à Siran (Hérault) et mort suicidé le 5 mai 2023 à Grabels (Hérault), est un acteur, auteur et metteur en scène français.
Il est principalement connu pour avoir incarné Roland Marci, l'un des rôles principaux de la série Plus belle la vie entre 2004 et 2022.
Par ailleurs, il a mis en scène et joué au théâtre dans de nombreuses pièces en occitan, ce qui lui a valu d'être un fervent défenseur de la langue occitane tout au long de sa carrière,.
Il a également mené une activité de sculpteur.

## Biographie

### Jeunesse et études
Michel Yves Cordes naît le 25 novembre 1945 à Siran (Hérault) dans le Minervois, où il vit jusqu'à l'âge de cinq ans, puis à Montpellier jusqu'à sept ans et enfin à Lattes jusqu'à sa majorité. Son père, Léon Cordes, est un écrivain et militant occitan.
Il partage son enfance et sa jeunesse entre l'école, le lycée et les travaux dans l'exploitation paternelle. Il souhaite entrer aux Beaux-Arts à quinze ans, mais ses parents refusent. Il va alors chercher dans le théâtre un moyen d'expression et suit les cours du conservatoire de Montpellier.
Après avoir obtenu son baccalauréat, il s'inscrit en faculté de lettres. Mais il ne suit pas longtemps les cours et préfère se consacrer à son activité de comédien au théâtre du Hangar. Décidé à en faire son métier, il veut « monter » à Paris, ce qu'il fait après ses obligations militaires en octobre 1968.
Il y est quelque temps instituteur puis il suit les cours du TNP à Chaillot avec des acteurs tels que Georges Riquier ou Charles Charras.

### Carrière

#### 1969-1980: carrière au théâtre
En avril 1969, il entame sa carrière professionnelle au CDN Languedoc-Roussillon / théâtre du Midi avec Jean Deschamps. Il continue dans la décentralisation et l'action culturelle dans diverses structures : Maison de la Culture de Chalon-sur-Saône, Comédie de La Rochelle, théâtre des Amandiers, Cyrano-Théâtre… En 1972, il est engagé à la Comédie de Lorraine à Nancy où il reste huit ans. Cette troupe devient le CDNEJ en 1979. Il totalise déjà au cours de longues tournées un millier de représentations et des centaines d'heures d'animation et de formation. Durant ces onze ans, et notamment à la Comédie de Lorraine, il approfondit sa connaissance du théâtre en participant à la création des spectacles à tous les niveaux ; c'est là qu'il développe aussi son expérience et ses pratiques d'animateur et de formateur. Il souhaite se frotter au travail d'auteur et metteur en scène à la Comédie de Lorraine, mais on ne le lui permet pas. Il la quitte donc en 1980.

#### 1980-2004: entre théâtre, cinéma, télévision et son métier d'ébéniste
À la suite de bouleversements dans sa vie privée[Lesquels ?], il décide de réaliser un vieux rêve : travailler le bois. Il retourne à Paris pour cultiver cette passion. Il fait tout d'abord une formation pour adulte d'ébénisterie et obtient son CAP en 1981, formation qu'il complète par la pratique auprès d'artisans. Il fréquente un atelier de sculpture de la ville de Paris. Alliant sa connaissance de l'art dramatique et des arts plastiques, il apprendra aussi la création et la fabrication de masques de théâtre (qu'il utilisait déjà beaucoup en tant que comédien). Puis, pendant un an encore, il profitera de son séjour parisien pour continuer ces activités et fréquenter les puces, les antiquaires, les fabricants et participer à la construction de décors de théâtre.
En juillet 1982, il revient au théâtre, à Saint-Étienne, au théâtre de l’Échelle où il crée les masques de Les Plaideurs et met en scène des pièces de Jean Tardieu puis participe au Théâtre Action (Grenoble), enfin, il se fixe à Lyon, joue avec le TJA et le théâtre la Renaissance à Oullins.
En 1985, l'ODAC de l'Hérault lui propose de mettre en scène Menerba 1210 de Léon Cordes en occitan dans le cadre du festival du Minervois à Minerve (Hérault) dont il deviendra de fait directeur artistique. Après une reprise de ce spectacle en 1986, il met en scène en 1987 L'Enfestolida (fête de village) puis écrit et met en scène 1907 : Les Gueux de la Saint-Jean (1988) et La Fleur de l'eau (1990). La DRAC ayant décidé de subventionner l'évènement et de l'écarter pour cause d'« occitano - catharisme », il quitte le festival cette année-là[réf. nécessaire]. Dans la Cesse, la pièce 1907 : Les Gueux de la Saint-Jean rencontre un succès important et attire plus de 1 000 spectateurs lors de chaque représentation à la fin des années 1980.
Parallèlement, il écrit et met en scène Et si… ?! à Saint-Genis-Laval (Rhône) pour la célébration du bicentenaire de la Révolution.
En 1991, il se fixe dans l'Hérault où il continue son travail d'acteur et de metteur en scène dans divers spectacles et fait de nombreuses lectures sur divers thèmes, auteurs ou personnages. Il écrit et met en scène Coop Épopée, Le Moulin du Falhet et Espanhol d'aqui. Ce dernier spectacle produit par le théâtre de la Rampe et créé en 2003 est joué de nombreuses fois jusqu'en 2018 dans toute la région Occitanie. Il écrit également Jean Moulin, la conscience rebelle et Le Prêcheur des platanes.
Dans ses pièces, il traite de thèmes sociaux (la révolte, la coopérative, l'exode rural ou encore l'immigration) ou plus philosophiques (la quête de l'amour…). Dans son écriture comme dans ses mises en scène, il recherche un théâtre populaire, évoquant des problèmes universels tels qu'ils sont vécus dans la culture du sud. Pour cela, il utilise parfois l'occitan (seule langue dans laquelle son père, Léon Cordes, auteur occitan, lui parlait) et même l'espagnol. Dans la plupart de ses mises en scène, il conçoit et parfois construit lui-même le décor.
Parallèlement à ses diverses activités au théâtre, il joue également dans quarante-deux téléfilms et séries télévisées. Il apparaît pour la première fois à la télévision dans V comme vengeance en 1989 puis notamment dans des séries à succès telles que L'Instit, Le Camarguais, Tramontane ou encore Une femme d'honneur. En 2003 il joue dans un épisode de la série espagnole Cuéntame.
À partir de 1984, il entame une carrière au cinéma et tourne dans onze films, notamment pour Bertrand Van Effenterre, Alain Chabat, Bruno Nuytten, François Ozon, Jean Becker. Il a aussi joué dans des longs métrages comme Le Hussard sur le toit, de Jean-Paul Rappeneau, aux côtés de Juliette Binoche et d’Olivier Martinez en 1995, ou encore dans Une affaire de goût, de Bernard Rapp, avec Bernard Giraudeau en 2000.

#### 2004-2023:Plus belle la vieet retour à l'Occitan
De 2004 à 2022, il incarne le personnage emblématique de Roland Marci dans le feuilleton Plus belle la vie sur France 3, le jouant dans 2 029 épisodes quotidiens et dans les téléfilms spéciaux diffusés en première partie de soirée. Ce rôle lui fermera les portes des castings pour d'autres tournages en le cantonnant dans le rôle du « Marseillais de service », très restrictif dans l'intelligentsia française.
En 2014, il joue Nono dans le prime-time Un Noël presque parfait de la série Nos chers voisins sur TF1.
Il est présent une dernière fois dans Plus belle la vie en octobre 2022 où son personnage meurt. Il quitte ainsi la série, un mois avant l'arrêt de celle-ci.
En avril 2023, il joue en occitan dans la mini-série télévisée La Seria dans laquelle il interprète son propre rôle et diffusée sur France Télévisions et France 3 Occitanie.
Défenseur de la langue occitane, il « a souffert du mépris de certains pour son accent ».

#### Sculpture
À partir de 1981, Michel Cordes s'adonne à sa passion, la sculpture, de façon plus ou moins régulière selon la disponibilité que lui laisse son métier. Il signe et expose ses œuvres sous le pseudonyme de « Gaspard ». Il expose à partir de 2018 aux Caudalies à Mudaison et au Salon des arts plastiques de Cazouls-lès-Béziers, et créé dans son atelier de Maraussan.

### Décès
Michel Cordes est retrouvé mort par arme à feu le 5 mai 2023 à son domicile de Grabels dans l'Hérault. Son corps est découvert par ses voisins, ainsi que trois lettres adressées à sa fille, aux gendarmes et à l'administration fiscale. Une enquête est ouverte par le parquet de Montpellier, qui privilégie l'hypothèse d'un suicide de l'acteur,. La majorité des comédiens de la série Plus belle la vie lui rendent hommage après sa disparition.
L'Élysée évoque dans un communiqué « la mémoire d’un comédien de cœur, qui marqua l’histoire de notre télévision populaire » et souligne « les deux passions intangibles de l'acteur, à savoir la sculpture et le sud de la France, qualifié de « refuge perpétuel » pour Michel Cordes ». Les obsèques de l'acteur ont lieu le 17 mai 2023 à Montpellier et sont célébrées dans l'intimité familiale.

## Théâtre

### En tant qu'acteur
- Fin de partie, théâtre du Hangar
- Escurial, théâtre du Hangar
- Noces de sang, CDN Théâtre du midi
- Jules César, CDN Théâtre du Midi
- Le Ménage de Caroline, MC de Chalons/Saône
- Noces de sang, Comédie de La Rochelle
- La Cerisaie, théâtre des Amandiers
- Où vas-tu Turlu, Comédie de Lorraine
- La Mémé, le Gamin et les Truands, Comédie de Lorraine
- La Panique et cie, Comédie de Lorraine
- Family Circus, Comédie de Lorraine
- Contes de mille et une ruines, Comédie de Lorraine CDN
- Jeux de massacre, Comédie de Lorraine CDN
- 1982 : Les Plaideurs, théâtre de l’Échelle
- Chemin de faire, théâtre de l’Échelle
- Alors ça vient ?, théâtre de la Renaissance
- L'Appel du désert, théâtre-Action
- Les Yeux bleus du dragon, théâtre des Jeunes Années CDN
- 1988 - 1989 : 1907 : Les Gueux de la Saint-Jean, Festival du Minervois
- 1990 : La Fleur de l'eau, Festival du Minervois
- Lo Miralhet, Cie de la fleur de l'eau
- Le Coq de bruyère, Théâtre Populaire du Midi
- Des musiciens des émigrants, théâtre Elles
- Spectacle de contes,  Cie Odyssée
- La Vigne au cœur, ODAC
- Paroles cathares, Cie du Kiosque
- Hommage à Max Rouquette, ODAC
- Coop Épopée, Cie du Kiosque
- Un homme regarde une femme, ATP 13
- Moulin au cœur, ODAC
- Eros dans tous ses états, ATP 13
- Le Moulin du Falhet, Cie Odyssée
- Gaston Couté, ATP 13
- Lettres à Lou, ATP 13
- 2003 - 2018 : Espanhol d'aqui, théâtre La Rampe - TIO

### En tant qu'auteur
- 1988 - 1989 : 1907 : Les Gueux de la Saint-Jean
- 1989 - 1991 : Et si… ?!
- 1990 : La Fleur de l'eau
- Le Prêcheur des platanes
- 1997 : Coop Épopée
- Jean Moulin - La Conscience rebelle
- 1999 : Le Moulin du Falhet
- 2003  : Espanhol d'aqui

### En tant que metteur en scène
- Chemin de faire, théâtre de l’Échelle
- 1985-1986  : Menerba 1210, Festival du minervois
- Zou Petassou, Cie François / Thouzellier
- 1987  : L'Enfestolida, Festival du Minervois
- 1988 - 1989 :  :1907 : Les Gueux de la Saint-Jean, Festival du Minervois
- 1989 - 1991 : Et si… ?!, CADEC Saint Genis Laval
- 1990 : La Fleur de l'eau, Festival du Minervois
- Lo Miralhet, Cie de la Fleur de l'eau
- Coop Epopée, Cie duKiosque
- La Vigne au cœur, ODAC
- La Chanson de la mine, Festival vallée d'Orb
- Hommage à Max Rouquette, ODAC
- Moulin au cœur, ODAC
- Un homme regarde une femme, ATP 13
- Le Moulin du Falhet, Cie Odyssée
- Eros dans tous ses états, ATP 13
- 2003 - 2018 : Espanhol d'aqui, théâtre la Rampe - TIO

## Filmographie

### Cinéma
- 1993 : Poisson-lune de Bertrand Van Effenterre
- 1995 : Le Hussard sur le toit de Jean-Paul Rappeneau : un sergent
- 1997 : Didier d'Alain Chabat : un serrurier
- 2000 : Passionnément de Bruno Nuytten
- 2000 : Une affaire de goût de Bernard Rapp : La Tour Rose Maître
- 2000 : Sous le sable de François Ozon : le commissaire de police
- 2001 : Mon père, il m'a sauvé la vie de José Giovanni : Pierre Mondolini
- 2001 : La isla del holandés de Sigfrid Monleón : l'inspecteur Carrière
- 2002 : Carnages de Delphine Gleize : l'homme du restaurant
- 2003 : Effroyables Jardins de Jean Becker : le patron du tir
- 2003 : La Fin du règne animal de Joël Brisse : le patron du café

### Télévision

#### Téléfilms
- 1991 : L'Alerte rouge : Adjudant Labastide
- 1993 : La Cavalière : Mendoza
- 1995 : Les Louves : Lucien
- 1997 : Mauvaises affaires : L'avocat de Ségur
- 1998 : La Femme de l'Italien : Gérard
- 2001 : Permission moisson : Émile Blanc
- 2001 : Le Prix de la vérité : Louis Vaudran
- 2003 : Fragile : l'adjudant-chef
- 2005 : La Parenthèse interdite : Jean
- 2009 : Les Filles du désert : Roland Marci
- 2013 : Petits arrangements avec l'amour : Roland Marci
- 2014 : Une vie en Nord : Roland
- 2016 : Infiltration : Roland Marci
- 2016 : La Promesse du feu : André Le Guen
- 2019 : La Promesse de l'eau : André

#### Séries télévisées
- 1989 : V comme vengeance (Épisode Un amour tardif)
- 1990 : Les Enquêtes de Sans Atout (Épisode Les pistolets de Sans Atout) : Le commissaire
- 1991 : Le Lyonnais : Inspecteur IGPN
- 1991 : Le Roi Mystère (Épisode 1 : La Guillotine) : le 2e voyou
- 1994 : Police secrets (Épisode Un alibi en or) : le Toulousain
- 1995 : L'Instit (Saison 3, épisode 4 : D'une rive à l'autre) : Julien
- 1996 : Sara : Uncle (1 épisode)
- 1996-1997 : L'Avocate : l'expert du chantier / M. Noves (2 épisodes)
- 1998 : Le Sélec (Épisode Le clandestin) : Touche
- 1999 : L'Histoire du samedi (Épisode Le matador) : José
- 1999 : Tramontane (Épisode 2) : l'homme du puits
- 2003 : Cuéntame (Saison 3, épisode 3 : Arde Paris) : Maurice
- 2003 : Le Camarguais (Épisode 3 : Paddy) : Vlad
- 2003 : Une femme d'honneur (Saison 6, épisode 3 : Double cœur) : Trabon
- 2004-2022 : Plus belle la vie : Roland Marci (dans 2029 épisodes)
- 2014 : Nos chers voisins : Un Noël presque parfait : Nono
- 2015 : Plus belle la vie : Ensemble : Roland Marci (4 épisodes)
- 2023 : La Seria (Épisode 2 : Davalada al pais de jos la terra) : lui-même[20]